# Datu
Datu é um título que denota os governantes (descritos de várias formas em relatos históricos como chefes, príncipes soberanos e monarcas) de numerosos povos indígenas em todo o arquipélago filipino. O título ainda é usado hoje, embora não tanto quanto no início da história das Filipinas. É um cognato de ratu em várias outras línguas austronésias.

## Visão geral
No início da história das Filipinas, datus e um pequeno grupo de parentes próximos formaram o "estrato ápice", uma aristocracia onde apenas um membro por primogenitura (chamada maginoo, nobleza, maharlika, ou timagua por vários cronistas antigos) poderia se tornar um datu, ao demonstrar proeza na guerra ou liderança excepcional.
Em grandes comunidades costeiras como as de Manila, Tondo, Pangasinan, Cebu, Panai, Bojol, Butuan, Cotabato, Lanao e Sulu, vários datus trouxeram seus grupos de lealdade, referidos como barangays ou dulohan, para assentamentos compactos que permitiram maior graus de cooperação e especialização econômica. Nesses casos, os datus desses barangays selecionavam os membros mais antigos ou mais respeitados para servir como o que os estudiosos chamam de líder supremo ou datu supremo. Os títulos usados por esses datu supremos variavam, mas alguns dos exemplos mais proeminentes eram: sultão, nas áreas mais islamizadas de Mindanau; lakan entre o povo tagalo; thimuay entre o povo Subanen; rajah em locais que negociavam extensivamente com a Indonésia e a Malásia; ou simplesmente datu em algumas áreas de Mindanau e Vissaias.
A prova da realeza e nobreza filipinas (dugóng bugháw) só poderia ser demonstrada pela descendência pura do sangue real nativo antigo e, em alguns casos, pela adoção em uma família real.

## Terminologia
Datu é o título para chefes, príncipes soberanos e monarcas em todo o arquipélago filipino. O título ainda é usado hoje, especialmente em Mindanau, Sulu e Palauã, mas foi usado mais extensivamente no início da história das Filipinas, particularmente no centro e no sul de Lução, Vissaias e Mindanau. Outros títulos ainda usados hoje são lakan em Lução, apo no centro e norte de Lução, e sultão e rajah, especialmente em Mindanau, Sulu e Palauã. Dependendo do prestígio da família real soberana, o título de datu pode ser equiparado a príncipes reais, duques europeus, marquês e condes. Em grandes barangays antigos, que mantinham contato com outras culturas do Sudeste Asiático por meio do comércio, alguns datus recebiam o título de rajah ou sultão.
Os registros históricos mais antigos que mencionam datus são as inscrições do Império Serivijaia do século VII, como Telaga Batu, para descrever reis menores ou reis vassalos. A palavra datu é um cognato dos termos malaios dato ou datuk e do título fijiano de ratu.